# Шудрово
Шудрово — деревня в Саянском районе Красноярского края. Входит в состав Среднеагинского сельсовета.

## История
Основана в 1896 году. В 1926 году деревня Шудрова состояла из 79 хозяйств, основное население — русские. В административном отношении находилась в составе Кулижниковского сельсовета Агинского района Канского округа Сибирского края.

## Население
| 1926 | 2010 |
| ---- | ---- |
| 411  | ↘46  |

## Улицы
В деревне имеется одна улица — Зелёная.